# Zvezdoliki
Zvezdoliki (Le Roi des étoiles) (W20) is een cantate voor mannenkoor en orkest van Igor Stravinsky op een Russische tekst van Konstantin Balmont, gecomponeerd in 1911-1912 en opgedragen aan Claude Debussy. Het werk kreeg zijn première in het Institut Nationale de Radio-diffusion Belge in Brussel op 19 april 1939 o.l.v. Franz André.
De tekst van Balmont is sterk symbolisch, maar Stravinsky zei hierover dat, hoewel die obscuur kan zijn als poëzie en als mystiek, de woorden goed waren en woorden was wat hij nodig had, geen betekenissen.
De tenoren en bassen zijn in het werk in twee groepen verdeeld en nagenoeg het gehele werk is getoonzet in vierstemmige harmonie, met uitzondering op een aantal frasen in unisono. Op verschillende plaatsen wordt hetzelfde akkoord herhaald voor opeenvolgde lettergrepen, waardoor het karakter van declameren wordt versterkt.
Hoewel de begeleiding voor groot orkest is, wordt slecht in één passage (aangegeven als Maestoso e tranquillo) het volle arsenaal van houtblazers en koperblazers ingezet, en zwijgen de strijkers. Op andere plaatsen zijn de strijkers in twee, drie of vier groepen verdeeld; zij spelen doorlopend gedempt, met regelmatig tremolo gedeeltes.
Vanaf het begin was men zich bewust dat uitvoering van het werk tot intonatieproblemen zou leiden, en aanvankelijk dacht men zelfs dat het werk onuitvoerbaar zou zijn. In een dankbrief van Debussy aan Stravinsky, gedateerd 18 augustus 1913, zegt hij dat de muziek weliswaar buitengewoon is, maar dat het waarschijnlijk "de harmonie van de eeuwige sferen is waarover Plato spreekt...En ik zie slechts de mogelijkheid van een uitvoering op Sirius of Aldebaran van deze cantate voor "planeten". Wat onze veel bescheidenere planeet betreft, durf ik te zeggen dat zij bij uitvoering in een afgrond zou verdwijnen".
Het manuscript was in handen van Debussy; na diens dood is het door zijn erfgenamen aan een muziekhandelaar verkocht en werd het lang als verloren beschouwd. Begin 1939 werd een volledige partituur van het werk bij een veiling in Brussel door het Brussels Conservatorium gekocht. Paul Collaer, toen hoofd van de Vlaamse radio, organiseerde de eerste uitvoering, uitgezonden door de radio.

## Oeuvre
Zie het Oeuvre van Igor Stravinsky voor een volledig overzicht van het werk van Stravinsky.

## Geselecteerde discografie
- Zvezdoliki door de Festival Singers of Toronto en het CBC Symphony Orchestra o.l.v. Igor Stravinsky ('Igor Stravinsky Edition' in het deel 'Sacred Works', 2CD's SM2K 46 301)
- Zvezdoliki door het Philharmonia Orchestra o.l.v. Robert Craft (Igor Strawinsky – 125th Anniversary Album, Naxos 8.557508)
- Zvezdoliki door het Men's Choir of the New England Conservatory Chorus en het Boston Symphony Orchestra o.l.v. Michael Tilson Thomas (DGG 2530 252)